# Леді Слім
Леді Слім, справжнє ім'я Сеймур Бабаєв (1 квітня 1987, Баку) — перший травесті артист в Азербайджані.

## Біографія
Сеймур Бабаєв народився 1 квітня 1987 року в Баку. Після закінчення середньої освіти у 2004 році вступив на історичний факультет Бакинського державного університету. У своїх інтерв'ю вона згадувала, що завжди хотіла бути на сцені, попри любов до своєї справи. Після закінчення навчання у 2008 році він поїхав до Москви, де познайомився зі сценічною діяльністю драг-квінів. Пізнавши всі тонкощі цього мистецтва, перші сцени почав знімати в Москві, а після досвіду повернувся в рідне місто Баку.

## Творча діяльність

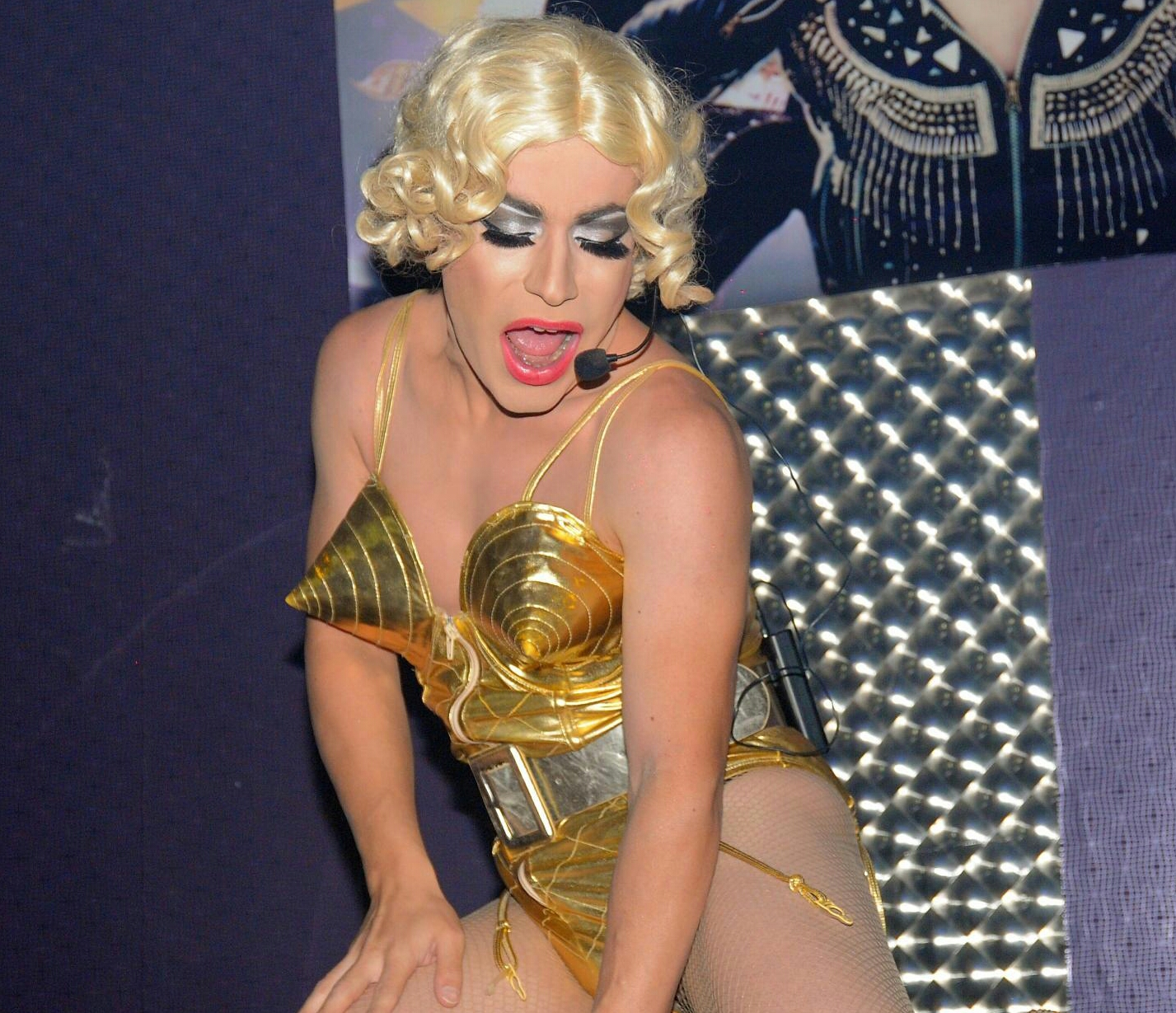
Леді Слім у ролі Мадонни

Леді Слім, перший драг-квін Азербайджану, вперше заявила про себе у 2010 році в ефірі одного з відомих телеканалів Азербайджану. До того часу вона представляла Азербайджан на міжнародному конкурсі драг-квін, що проходив в Одесі, Україна, підсумками цього конкурсу вона отримала титули «First Vice Miss Travesty International 2010»(англ.) та «Miss Theme Club». Оцінюючи результати конкурсу, українські експерти особливо звернули увагу на Слім та її участь від Азербайджану. «Сьогодні була чудова нагода подарувати стрічку „Тема клуб“ учаснику з Азербайджану, він, до речі, робив там революцію з нагоди революції, тому що в Азербайджані раніше нічого подібного не було, це вже історія.» Шоу Леді Слім також було схвалено та підтримано професійними артистами Азербайджану того часу.
У 2011 році Леді Слім поїхала до Кишинева, столиці Молдови, на міжнародний конкурс «Miss Flawless Queen» (англ.), щоб знову представляти Азербайджан. На цьому конкурсі вона отримала титул «Міс Елегант 2011». У наступні роки, хоча діяльність Леді Слім не була остаточно визнана в країні, поява артистки в такій ролі в Азербайджані зуміла привернути увагу міжнародної спільноти. Одна з них — створення всесвітньо відомого бізнесмена Джорджа Сороса, засновника Відкрите суспільство. Мірнаїб Гасанов, співзасновник Союзу фотографів Азербайджану, задокументував життя Леді Слім для відкритого суспільства зі світлин, що відображають повсякденне та сценічне життя. Головною метою було пролити світло на труднощі, з якими зіткнувся перший травесті артист в Азербайджані.
Загалом Леді Слім зазначила, що з моменту свого першого виходу на сцену її постійно цькували, цензурували та забороняли уряд Азербайджану. Як він сказав в інтерв'ю: «Причина, чому я більше не можу бути в ефірі, полягає в тому, що до мене прийшов продюсер програми та сказав, що телефонні дзвінки надходять на телеканали з державних органів і я був заборонено звертатися до преси». Насправді один з урядовців, який мав таке ж прізвище, як і Слім, висловив свої заперечення проти виступів під цим прізвищем і заборонив йому використовувати власне прізвище на телебаченні. Так вона з'явилася під назвою «Шоу Бабаєва» за своїм прізвищем, поки її сценічний псевдонім не став Леді Слім. Пізніше Сліму повністю заборонили з'являтися на телебаченні. BBC каже, що незалежне мистецтво не буквально просувається в консервативному Азербайджані, де уряд намагається контролювати масову культуру. Азербайджан — дуже консервативна країна. Напади проти геїв і кампанії за права жінок безладні, ранні шлюби поширені, а патріархальні традиції сильні. Леді Слім у своїх останніх інтерв'ю заявляла, що її сценічна діяльність полягала лише в гастролях. «Зараз живу за містом, часто їжджу за кордон. У мене є виступи за кордоном на майданчиках з великою аудиторією. . . Звісно, вони більше цінують мою роботу за кордоном, їм це цікавіше, вони знають про драг-культуру»
У 2021 році французькі ЗМІ опублікували інтерв'ю з Леді Слім на одному з головних європейських вебсайтів драг-квін як першої драг-квін з Азербайджану. Леді Слім також привернула увагу французького фотографа Грегорі Герпе. Г. Герпе зробив фото Слім в Баку і додав його в проєкт «Глибоко в драг-квін». У цьому проекті Леді Слім їздить на язику черепа, зробленого із сотень черепів; роботи турецького курдського художника Ахмета Гюнештекіна. Фото, зроблене перед Центром Гейдара Алієва, чудовим музеєм сучасного мистецтва в столиці Азербайджану, спроектованим іраксько-британським архітектором Захою Хадід. Бути драг-квін у цій частині світу нелегко, і Леді Слім протидіє зростаючим антиквір обмеженням, щоб виступати вдома та за кордоном.
Сучасні журналісти в Азербайджані вважають, що митці, такі як Леді Слім, залишаються в авангарді культурного руху, який кидає виклик нормам, сприяє прийняттю та прокладає шлях до більш інклюзивного суспільства. Незважаючи на виклики та фанатизм, з якими вона стикається, її талант і рішучість сяють, нагадуючи світові, що культура драг-культури — це більше, ніж просто розвага; це втілення мужності, свободи та сили перевизначати соціальні норми.